# Kapucinusmadár
A kapucinusmadár (Perissocephalus tricolor) a madarak (Aves) osztályának a verébalakúak (Passeriformes) rendjéhez, ezen belül a kotingafélék (Cotingidae) családjához tartozó Perissocephalus nem egyetlen faja.
A magyar név forrással nincs megerősítve.

## Rendszerezés
A családon belül a legközelebbi rokonai a Cephalopterus nembe tartoznak.

## Előfordulása
Brazília északi részén, valamint Kolumbia, Francia Guyana, Guyana, Suriname és  Venezuela területén honos.

## Alfajai
- Pyroderus scutatus granadensis
- Pyroderus scutatus masoni
- Pyroderus scutatus occidentalis
- Pyroderus scutatus orenocensis
- Pyroderus scutatus scutatus

## Megjelenése
Csupasz fején kívül tollazata vörösesbarna.

## Külső hivatkozások
- Képek az interneten a fajról
- Internet Bird Collection - videók a fajról. [2015. április 8-i dátummal az eredetiből archiválva].
- Xeno-canto.org - a faj hangja